# Maria Piątkowska
Maria Piątkowska, née Ilwicka, puis mariée Chojnacka, le 24 janvier 1931 à Goleni et morte le 19 décembre 2020 à Varsovie, est une athlète polonaise spécialiste du sprint et des haies. 
Elle remporte le titre sur relais 4 × 100 mètres aux championnats d'Europe en 1962, s'emparant également du record d'Europe en 44 s 5 avec Teresa Ciepły, Barbara Sobotta et Elżbieta Szyroka. Le 13 septembre 1964, à Łódź, elle fait partie de l'équipe polonaise qui bat le record du monde en 44 s 2.

## Biographie

### Palmarès
| Date | Compétition           | Lieu      | Résultat | Épreuve    | Performance |
| ---- | --------------------- | --------- | -------- | ---------- | ----------- |
| 1958 | Championnats d'Europe | Stockholm | 3e       | 4 × 100 m  | 46 s 0      |
| 1960 | Jeux olympiques d'été | Rome      | 11e      | Longueur   | 5,98 m      |
| 1962 | Championnats d'Europe | Belgrade  | 3e       | 80 m haies | 10 s 6      |
| 1962 | Championnats d'Europe | Belgrade  | 1re      | 4 × 100 m  | 44 s 5 (AR) |
| 1964 | Jeux olympiques d'été | Tokyo     | 6e       | 80 m haies | 10 s 7      |

### Records
| Épreuve          | Performance | Lieu | Date |
| ---------------- | ----------- | ---- | ---- |
| 100 mètres       | 11 s 7      |      | 1962 |
| 80 mètres haies  | 10 s 75     |      | 1964 |
| Saut en longueur | 6,10 m      |      | 1959 |